# Pjesma Eurovizije 1965.
Eurovizija 1965. je bila 10. Eurovizija održana 20. ožujka 1965. u Sala di Concerto della RAI,  Napulj, Italija. Pobijedio je Luksemburg s pjesmom "Poupée de cire, poupée de son" koju je pjevala France Gall. Belgija, Finska, Njemačka i Španjolska su po drugi put završile s nula bodova. Debitirala je Irska, a Švedska se vratila u natjecanje, te su bile sve zemlje. Vice Vukov je predstavljao Jugoslaviju po drugi put nakon 1963.

## Rezultati
| Broj | Zemlja                 | Jezik       | Pjevač             | Pjesma                            | Pozicija | Bodovi |
| ---- | ---------------------- | ----------- | ------------------ | --------------------------------- | -------- | ------ |
| 1    | Nizozemska             | nizozemski  | Conny van den Bos  | "'t Is genoeg"                    | 11       | 5      |
| 2    | Ujedinjeno Kraljevstvo | engleski    | Kathy Kirby        | "I Belong"                        | 2        | 26     |
| 3    | Španjolska             | španjolski  | Conchita Bautista  | "¡Qué bueno, qué bueno!"          | 15       | 0      |
| 4    | Irska                  | engleski    | Butch Moore        | "Walking the Streets in the Rain" | 6        | 11     |
| 5    | Njemačka               | njemački    | Ulla Wiesner       | "Paradies, wo bist du?"           | 15       | 0      |
| 6    | Austrija               | njemački    | Udo Jürgens        | "Sag ihr, ich lass sie grüßen"    | 4        | 16     |
| 7    | Norveška               | norveški    | Kirsti Sparboe     | "Karusell"                        | 13       | 1      |
| 8    | Belgija                | nizozemski  | Lize Marke         | "Als het weer lente is"           | 15       | 0      |
| 9    | Monako                 | francuski   | Marjorie Noël      | "Va dire à l'amour"               | 9        | 7      |
| 10   | Švedska                | engleski    | Ingvar Wixell      | "Absent Friend"                   | 10       | 6      |
| 11   | Francuska              | francuski   | Guy Mardel         | "N'avoue jamais"                  | 3        | 22     |
| 12   | Portugal               | Portugalski | Simone de Oliveira | "Sol de inverno"                  | 13       | 1      |
| 13   | Italija                | talijanski  | Bobby Solo         | "Se piangi, se ridi"              | 5        | 15     |
| 14   | Danska                 | danski      | Birgit Brüel       | "For din skyld"                   | 7        | 10     |
| 15   | Luksemburg             | francuski   | France Gall        | "Poupée de cire, poupée de son"   | 1        | 32     |
| 16   | Finska                 | finski      | Viktor Klimenko    | "Aurinko laskee länteen"          | 15       | 0      |
| 17   | Jugoslavija            | hrvatski    | Vice Vukov         | "Čežnja"                          | 12       | 2      |
| 18   | Švicarska              | francuski   | Yovanna            | "Non, à jamais sans toi"          | 8        | 8      |

| Pjesma Eurovizije | Pjesma Eurovizije |
| --- | ----------------- |
| |                   |
| 01956. • 1957. • 1958. • 1959. • 1960. 1961. • 1962. • 1963. • 1964. • 1965. • 1966. • 1967. • 1968. • 1969. • 1970. 1971. • 1972. • 1973. • 1974. • 1975. • 1976. • 1977. • 1978. • 1979. • 1980. 1981. • 1982. • 1983. • 1984. • 1985. • 1986. • 1987. • 1988. • 1989. • 1990. 1991. • 1992. • 1993. • 1994. • 1995. • 1996. • 1997. • 1998. • 1999. • 2000. 2001. • 2002. • 2003. • 2004. • 2005. • 2006. • 2007. • 2008. • 2009. • 2010. 2011. • 2012. • 2013. • 2014. • 2015. • 2016. • 2017. • 2018. • 2019. • 2020. 2021. • 2022. • 2023. • 2024. • 2025. |                   |

| Pjesma Eurovizije | Pjesma Eurovizije |
| --- | ----------------- |
| |                   |
| 01956. • 1957. • 1958. • 1959. • 1960. 1961. • 1962. • 1963. • 1964. • 1965. • 1966. • 1967. • 1968. • 1969. • 1970. 1971. • 1972. • 1973. • 1974. • 1975. • 1976. • 1977. • 1978. • 1979. • 1980. 1981. • 1982. • 1983. • 1984. • 1985. • 1986. • 1987. • 1988. • 1989. • 1990. 1991. • 1992. • 1993. • 1994. • 1995. • 1996. • 1997. • 1998. • 1999. • 2000. 2001. • 2002. • 2003. • 2004. • 2005. • 2006. • 2007. • 2008. • 2009. • 2010. 2011. • 2012. • 2013. • 2014. • 2015. • 2016. • 2017. • 2018. • 2019. • 2020. 2021. • 2022. • 2023. • 2024. • 2025. |                   |